# Phì đại tuyến vú

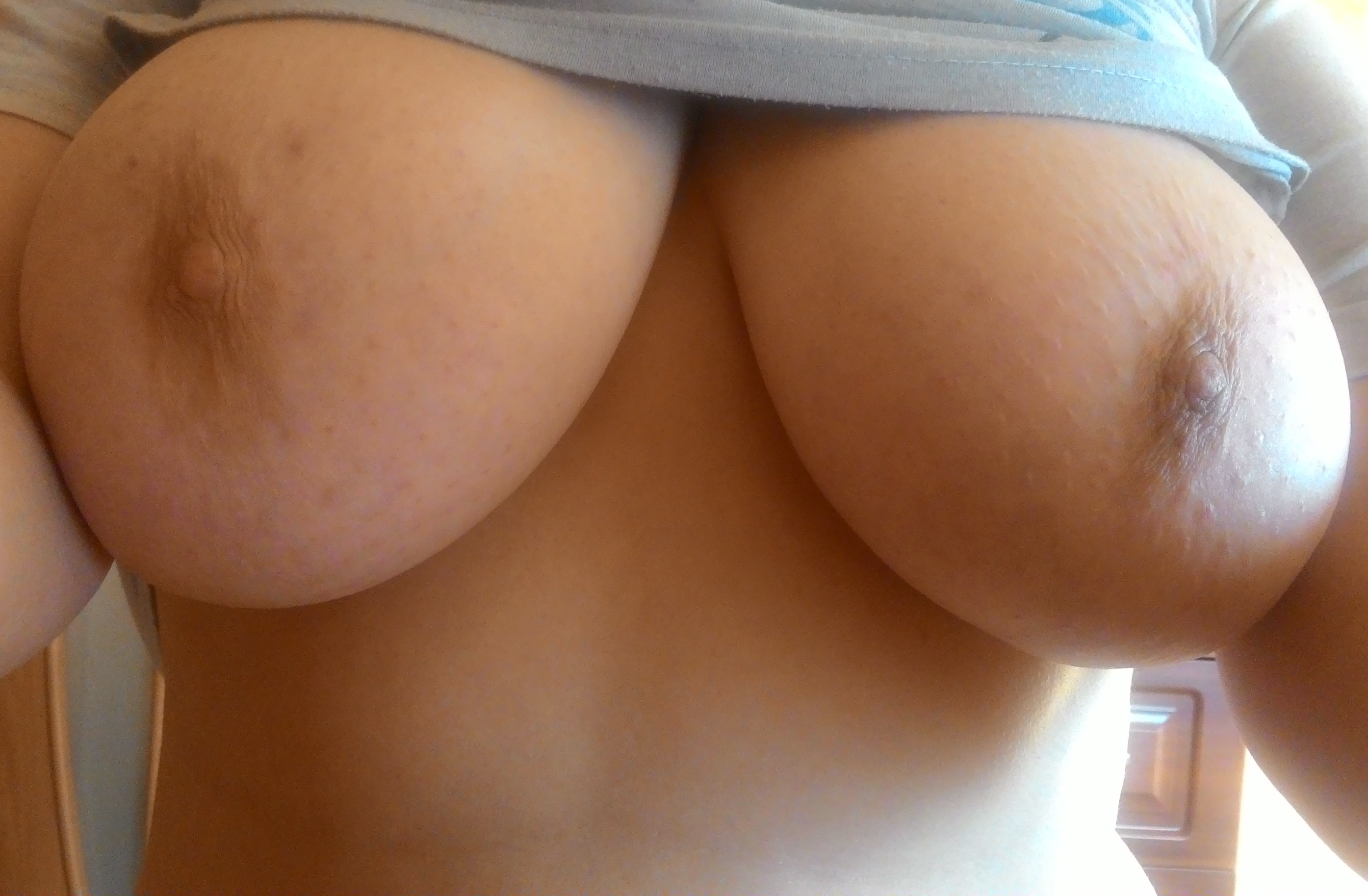
Phì đại tuyến vú

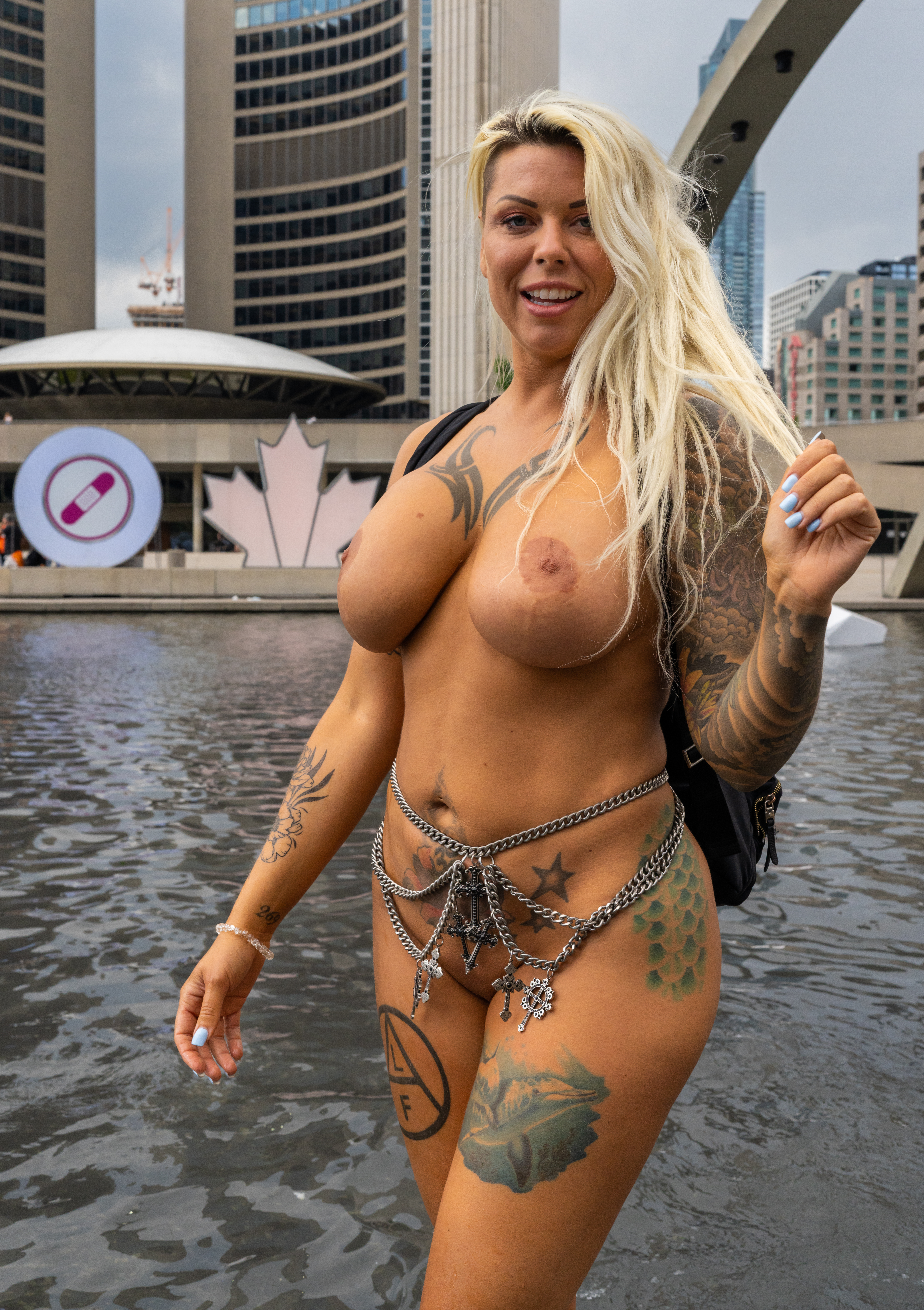
Một phụ nữ với chứng phì đại vú

Phì đại tuyến vú (Breast hypertrophy) hay ngực phì đại (Macromastia) là tình trạng bộ ngực phát triển quá mức, có kích thước lớn bất thường so với tỷ lệ cơ thể của một người phụ nữ, đây là một tình trạng y khoa hiếm gặp của mô liên kết vú trong đó vú trở nên quá lớn. Tình trạng bệnh lý này thường được chia thành hai loại dựa trên mức độ nghiêm trọng gồm Macromastia (ngực quá khổ) và Gigantomastia (vú khổng lồ). Phì đại mô vú có thể do tăng độ nhạy cảm mô họ đối với một số hormone nhất định như hormone sinh dục nữ, prolactin và yếu tố tăng trưởng. Sự phát triển quá mức này là do sự gia tăng không kiểm soát của mô tuyến vú, mô mỡ và mô liên kết trong vú. Tình trạng này được mô tả khoa học lần đầu tiên vào năm 1648. Mô tả và minh họa sớm nhất về chứng gigantomastia có từ năm 1669. Chỉ định về chứng bệnh này là tình trạng gia tăng khối lượng bầu ngực vượt quá khoảng 3% tổng trọng lượng cơ thể, khi đó cặp vú đã trở nên ngoại cỡ. 
Phì đại tuyến vú gây ra cho phụ nữ cặp vú khủng ngoại cở, nó có thể gây ra nhiều vấn đề về thể chất mà người phụ nữ phải chịu đụng như đau lưng, đau cổ, đau vai, nó sẽ gây khó khăn, bất tiện trong vận động hàng ngày, chứng phì nộn vú này còn có thể dẫn đến cong vẹo cột sống, hằn trên vai do dây áo ngực bị căng, và kích ứng da dưới vú, phì nộn vú thường kéo theo bị xệ vú do trong lượng quá nặng làm thõng dây chằng nâng vú. Ngực phì đại cũng có thể ảnh hưởng đến tâm lý và sự tự tin của người mắc phải chứng bệnh oái oăm này, họ khó tìm được trang phục hàng ngày vừa vặn, thậm chí còn bị trêu ghẹo, miệt thị cơ thể. Phì đại vú là tình trạng phì đại lành tính tiến triển, có thể xảy ra ở cả hai vú (cả bặp vú) hoặc chỉ ở một vú (một bên ngực). Để khắc phục tình trạng phì đại tuyến vú thì phương pháp hiệu căn bản và phổ biến nhất hiện nay là phẫu thuật thu gọn vú (Reduction mammoplasty) là thủ thuật ngoại khoa nhằm loại bỏ phần mô vú, mỡ và da thừa để giảm kích thước và trọng lượng (thể trọng) của bầu vú, đồng thời tạo hình lại cho cặp vú có kích thước cân đối và săn chắc hơn.